# Fred Pagnam
Frederick Pagnam, plus connu sous le nom de Fred Pagnam (né le 4 septembre 1891 à Poulton-le-Fylde dans le Lancashire et mort le 1er mars 1962), est un joueur de football international anglais qui évoluait au poste d'attaquant, avant de devenir ensuite entraîneur.

## Palmarès
Watford
- Championnat d'Angleterre D2 :
  - Vice-champion : 1920-21.

- Championnat d'Angleterre D3 :
  - Meilleur buteur : 1922-23 (30 buts).